# Радомир Катић
Радомир Катић (Кајмакчалан, 29. јануар 1926 — Власотинце, 9. фебруар 2012) био је оснивач и дугогодишњи професор Власотиначке гимназије. Провео је детињство у Лесковцу. Био је син Светозара Катића, официра краљевске војске, касније и начелника полиције у Лесковцу. Дипломирао је на Филозофском факултету одсек за историју и Вишој Педагошкој школи. Био је ожењен Вером Катић (рођ. Петровић) са којом је имао троје деце,сина Драгана и ћерке Даницу и Драгану. Преминуо је 2012. године у осамдесет седмој години живота.

## Награде и признања
Један је од лауреата „Најдражи учитељ“ као и признања „Заслужни грађанин“ града Власотинца.
Такође, носилац је био више захвалница и повеља из области културе, образовања и спорта.

## Педагошки рад
1958. године са још пар својих колега оснива класичну гимназију у Власотинцу. Поменута гимназија је формирана као гиманазија 
садашњег типа. Професор историје Радомир Катић именован је за првог директор гимназије, такође је и најзаслужнији је што 
школа носи име писца српске трилогије везане за балканске ратове и Први светски рат, Стевана Јаковљевица, који је у 
периоду од 1945. до 1950 био и ректор Београдског универзитета, а касније и члан Српске академије наука и уметности. Поред 
изузетно интересантних предавања из историје, социологије, познат по томе што је на својим часовима а нарочито на 
часовима разредне наставе држао предавања и из лепог васпитања - тзв. „Бон-тона“.
Такође, сматра се једним од оснивача и ниже музичке школе у Власотинцу.
1986. године проглашен је за педагошког саветника.
Као пензионер (од 1990. године), често је виђан у Власотинцу, како са лептир-машном и увек уредном фризуром радо разговара са својим суграђанима. Многи га и данас пореде са легендарним професором Костом Вујићем. Извео је 40 генерација, међу којима и има познатих економиста, правника, научника, професора...

## Позориште
Глумио је у Власотиначком аматерском позоришту у више од 10 представа. Познат је по улогама Миткета у представи "Коштана" Боре Станковића, као и Стевана Драгића, познат као „Сеоска лола“ у истоименој представи.

## Спортски живот
У младости се бавио фудбалом. Наступао је за ФК "МОМЧИЛО" из Лесковца и ФК "ВЛАСИНА" из Власотинца. Играо је на позицији централног бека (центархалфа).
За време Другог светског рата извесно време тренирао је и бокс у Лесковцу.